# 嵐徳三郎 (7代目)
七代目 嵐 徳三郎（しちだいめ あらし とくさぶろう、1933年（昭和8年）12月20日 - 2000年（平成12年）12月5日）は上方の歌舞伎役者。屋号は葉村屋。定紋は三つ橘、替紋は九枚笹。本名は横田 一郎（よこた いちろう）。

## 人物
香川県高松市生まれ。会社員の父と結髪師の母との間に生まれる。日本大学芸術学部に在学中、国劇研究会の公演で歌舞伎を演じた事が松竹会長の大谷竹次郎に認められ、学士俳優の第一号の一人として大谷ひと江の名で昭和31年 (1956) 4月中座の『五十年忌歌念仏』（お夏清十郎）で初舞台。会長の苗字を芸名にするという破格の待遇だった。
この頃までに関西歌舞伎は凋落の一途をたどっていたが、その中にあっても有望な若手俳優として力をつけ、昭和39年 (1964) 9月の仁左衛門歌舞伎公演で片岡孝夫の相方をつとめた『女殺油地獄』のお吉で大阪府民劇場奨励賞を受賞。その後も十三代目片岡仁左衛門、二代目中村鴈治郎などの引き立てを受け、東京の舞台にも出演するようになった。
昭和46年 (1971) 2月『隅田川続俤・法界坊』の野分姫で七代目嵐徳三郎を襲名。徳三郎襲名は大谷会長の肝いりで、この名跡を預かる嵐寛寿郎に会長自ら話をつけたという。
学士俳優ということで梨園のなかにはその活躍を煙たがる向きもあり、生涯舞台を共にすることを断り続ける大看板もいた。しかしその一方で、門閥外ゆえに歌舞伎に止まることなくさまざまな試みに挑戦することができ、それが彼の芸域を一層広げていった。昭和62年 (1987) の蜷川幸雄演出による『王女メディア』の主役は、国内はもとより海外公演でも高く評価され、徳三郎生涯の当たり役となった。
その他にも、『仮名手本忠臣蔵』のお石、『本朝廿四孝』の越路、『伊勢音頭恋寝刃』（伊勢音頭）の万野などが当たり役といわれた。女形から立役、色敵、花車役など幅広い役をこなし、上方色の濃い芸風が高い評価を受けていた。
平成12年 (2000) 3月、山口県長門市のルネッサながと杮落し公演で、『恋飛脚大和往来・封印切』のおえんをつとめていた最中に体調を崩して二日目に休演。その後療養に努めたが同年12月5日入院先の病院で急死した。66歳没。病気を苦にした飛び降り自殺、という報道を地元の新聞がしたため一時大騒ぎになったが、実際に徳三郎が屋上から飛び降りたのを目撃した者はいなかった。以後の報道では一転して心不全による病死ということになり、後味の悪い最期となってしまった。

## 出演
- 編笠十兵衛（フジテレビジョン、1974年） - 浅野長矩（内匠頭）役